# Сабах (футбольный клуб, Баку)
«Сабах» (азерб. Sabah) — азербайджанский футбольный клуб, представляющий посёлок городского типа Масазыр. С сезона 2018/19 клуб выступает в Азербайджанский премьер-лиге. Домашние матчи проводит на «Банк Республика Арене», расположенной в посёлке Масазыр.

## История
Футбольный клуб «Сабах» был создан 8 сентября 2017 года. Основателем клуба является глава Bridge Group of Companies Ягуб Гусейнов. Президентом клуба стал Магсуд Адыгезялов. Председателем Наблюдательного совета сиао Фирудин Гурбанов. В сезоне 2017/18, выступая в Первом дивизионе, «бело-синие» финишировали на 5-й строчке.
12 мая 2018 года на заседании Лицензионной комиссии АФФА было принято решение о выдаче ФК «Сабах» лицензии для выступления в Премьер-лиге. Резервную команду «Сабах-2» допустили к участию в Первом дивизионе. 12 августа 2018 года ФК «Сабах» провёл свой первый матч в Премьер-лиге против ФК «Кешля».
Победив со счётом 0:1 в дебютном матче на «ASK Арене», «Сабах» также одержал свою первую победу в высшей лиге. Единственный гол в матче забил Марко Девич. Бывший игрок сборной Украины вписал своё имя в историю клуба как автор первого гола футбольного клуба «Сабах» в Премьер-лиге.
В ноябре 2019 года клуб подписал спонсорский контракт с Maxi.az.
В декабре 2022 года клуб под руководством Мурада Мусаева одержал крупнейшую победу в своей истории в премьер-лиге Азербайджана по футболу, обыграв «Сумгаит» со счётом 6:0.
В 2023 году «Сабах» впервые в истории получил право играть в еврокубках. Соперником команды в рамках второго квалификационного раунда Лиги конференций УЕФА стал латвийский РФС. Его «Сабах» победил со счётом 4:1 по сумме двух матчей (2:1 и 2:0). В третьем квалификационном раунде «Сабах» проиграл в серии послематчевых пенальти сербскому «Партизану».
Матчи между «Сабахом» и «Зиря» носят название бакинского дерби. За период проведения чемпионата, включая сезон 2024/2025, проведено 27 дерби. В 10 матчах победил  «Сабах», в 8-ми — «Зиря». 8 раз зафиксирована ничья.

### Сезон 2024/2025
25 ноября 2024 года главным тренером стал Василий Березуцкий, подписав контракт на 2,5 года. «Сабах» стал первым клубом, где Березуцкий получил должность главного тренера.
В сезоне 2024/2025 команда заняла 5 место.
31 мая 2025 года выиграла Кубок Азербайджана по футболу 2024/2025, победив в финале Карабах в дополнительное время (3:2). Кубок стал первым трофеем в истории клуба.
В результате этого клуб получил право участвовать в квалификации Лиги Европы 2025/2026. Матчи пройдут 10 и 17 июля.
20 июня 2025 года главным тренером стал Валдас Дамбраускас, подписав контракт на 3 года

## Стадион
«Сабах» проводит домашние матчи на «Алинджа Арене», расположенной в посёлке Масазыр, вмещающей 13 тысяч зрителей. Стадион вмещает около 13000—20000 человек. Поле покрыто натуральным травяным газоном. На территории стадиона расположены раздевалки, медицинский центр, зал для пресс-конференций, а также специальные комнаты для просмотра матчей. «Сабах» стал первым клубом, который использует «Алинджа Арену» в качестве главного стадиона в высшей лиге. Ранее на этом стадионе временно выступали клубы Премьер-лиги — «Нефтчи» и «Карабах»..
В сезоне Премьер-лиги 2018/19 самый популярный по числу болельщиков матч «Сабах» — «Карабах» проходил на «Алинджа Арене». В общей сложности 4600 человек вживую наблюдали с трибун за победой агдамского представителя со счётом 2:0.

## Достижения

### Национальные
- Премьер лига Азербайджана
  - Вице-чемпион (1): 2022/23
- Кубок Азербайджана
  - Обладатель: 2024/25[12]

## Еврокубки

### Итоговая статистика
| Турнир                | М  | В | Н | П | Мячи  | Р/М |
| --------------------- | -- | - | - | - | ----- | --- |
| Лига Европы УЕФА      | 2  | 0 | 1 | 1 | 5-6   | -1  |
| Лига конференций УЕФА | 12 | 6 | 0 | 6 | 18-15 | +3  |
| Итого                 | 14 | 6 | 1 | 7 | 23-21 | +2  |

| сезон   | турнир           | раунд | соперник             | дома | в гостях | итог           |
| ------- | ---------------- | ----- | -------------------- | ---- | -------- | -------------- |
| 2023/24 | Лига конференций | 2Q    | РФС                  | 2:1  | 2:0      | 4:1            |
| 2023/24 | Лига конференций | 3Q    | Партизан             | 2:0  | 0:2      | 2:2 (4:5 пен.) |
| 2024/25 | Лига конференций | 2Q    | Маккаби (Хайфа)      | 3:6  | 3:0      | 6:6 (3:2 пен.) |
| 2024/25 | Лига конференций | 3Q    | Сент-Патрикс Атлетик | 0:1  | 0:1      | 0:2            |
| 2025/26 | Лига Европы      | 1Q    | Целе                 | 2:3  | 3:3      | 5:6            |
| 2025/26 | Лига конференций | 2Q    | Петрокуб             | 4:1  | 2:0      | 6:1            |
| 2025/26 | Лига конференций | 3Q    | Левски               | 0:2  | 0:1      | 0:3            |

## Основной состав
| №  |                   | Позиция | Имя                |  |
| -- | ----------------- | ------- | ------------------ |  |
| 12 | Флаг Азербайджана | Вр      | Юсиф Иманов        |  |
| 5  | Флаг Азербайджана | Защ     | Керим Диниев       |  |
| 6  | Флаг Азербайджана | ПЗ      | Вадим Абдуллаев    |  |
| 7  | Флаг Азербайджана | ПЗ      | Джошгун Диниев     |  |
| 10 | Флаг Азербайджана | ПЗ      | Джавид Имамвердиев |  |
| 11 | Флаг Азербайджана | ПЗ      | Шакир Сеидов       |  |
| 13 | Флаг Сербии       | Защ     | Филип Иванович     |  |
| 14 | Флаг Азербайджана | ПЗ      | Рашад Эйюбов       |  |
| 15 | Флаг Азербайджана | Защ     | Руслан Абышов      |  |
| 17 | Флаг Азербайджана | Защ     | Магомед Мирзабеков |  |
| 18 | Флаг Парагвая     | ПЗ      | Хулио Родригес     |  |
| 19 | Флаг Азербайджана | Защ     | Тамкин Халилзаде   |  |
| 20 | Флаг Молдовы      | ПЗ      | Евгений Кочук      |  |
| 21 | Флаг Мали         | Нап     | Улисс Диалло       |  |

| №  |                       | Позиция | Имя             |  |
| -- | --------------------- | ------- | --------------- |  |
| 22 | Флаг Азербайджана     | ПЗ      | Эльгун Набиев   |  |
| 23 | Флаг Франции          | ПЗ      | Амаду Диалло    |  |
| 24 | Флаг Азербайджана     | ПЗ      | Анар Панаев     |  |
| 26 | Флаг Азербайджана     | ПЗ      | Озан Кекджю     |  |
| 27 | Флаг Азербайджана     | Защ     | Максад Исаев    |  |
| 28 | Флаг Республики Конго | ПЗ      | Кевин Кубемба   |  |
| 30 | Флаг Хорватии         | ПЗ      | Марио Марина    |  |
| 32 | Флаг Украины          | Вр      | Дмитрий Безрук  |  |
| 42 | Флаг Ирана            | Нап     | Rəsul Xalıqov   |  |
| 59 | Флаг Нигерии          | ПЗ      | Реймонд Годстим |  |
| 60 | Флаг Азербайджана     | ПЗ      | Аббас Агазаде   |  |
| 77 | Флаг Азербайджана     | ПЗ      | Джавид Тагиев   |  |
| 92 | Флаг Казахстана       | Вр      | Стас Покатилов  |  |
| 97 | Флаг Азербайджана     | Нап     | Эмиль Касимов   |  |

## Тренерский штаб
- Валдас Дамбраускас — Главный тренер
- Дмитрий Смирнов — Ассистент главного тренера
- Александр Нагорный — Ассистент главного тренера
- Алексей Антонюк — Тренер вратарей
- Домакой Перич — Тренер по физической подготовке

## Главные тренеры
- Ариф Асадов (2017—2018)
- Эльшад Ахмедов (2018—2019)
- Игорь Пономарёв (и. о., сентябрь 2019)[18]
- Ровшан Бабаев (2019)
- Рамин Гулиев (2019)
- Желько Сопич (2019—2021)
- Мурад Мусаев (2021—2024)
- Крунослав Рендулич (2024)
- Василий Березуцкий (25 ноября 2024—14 июня 2025)[10][19]
- Валдас Дамбраускас[англ.] (с 20 июня 2025)[15]